# Andrei Ianko
Andrei Ianko (ur. 18 października 1958 w Băgara) – rumuński zapaśnik walczący w stylu wolnym. Olimpijczyk z Moskwy 1980, gdzie zajął piąte miejsce w kategorii plus 100 kg.
Brązowy medalista mistrzostw świata w 1979. Piąty na mistrzostwach Europy w 1980 roku.
- Turniej w Moskwie 1980

Wygrał z Youssefem Dibą z Syrii, a przegrał z Józsefem Ballą z Węgier i Adamem Sandurskim.